# Gerson Gu-Konu

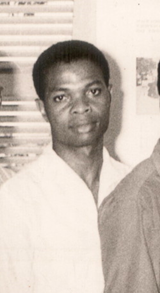
Gerson Gu-Konu (1961)

Gerson Gu-Konu, auch Gerson Konu, ursprünglich Kwadzo Gaglo Gù-Konu (geb. 1932 in Kuma Adamé, Togo; gest. 30. Juli 2006 in Ho, Ghana), war ein Friedens- und Menschenrechtsaktivist sowie Parlamentarier aus dem westafrikanischen Togo.

## Leben
Seine Grundschulausbildung absolvierte er in Kpalime, im Südwesten von Togo. Er setzte seine Sekundarschulausbildung bis 1949 am Collège moderne von Lomé (damals Petit Dakar genannt) fort. Er begann sein Berufsleben als Lehrer der Evangelischen Mission, zunächst in Kpalime, dann in Lomé bis 1954, bevor er nach Kpalime zurückkehrte, wo er bis 1956 am Collège Espoir weiter unterrichtete.

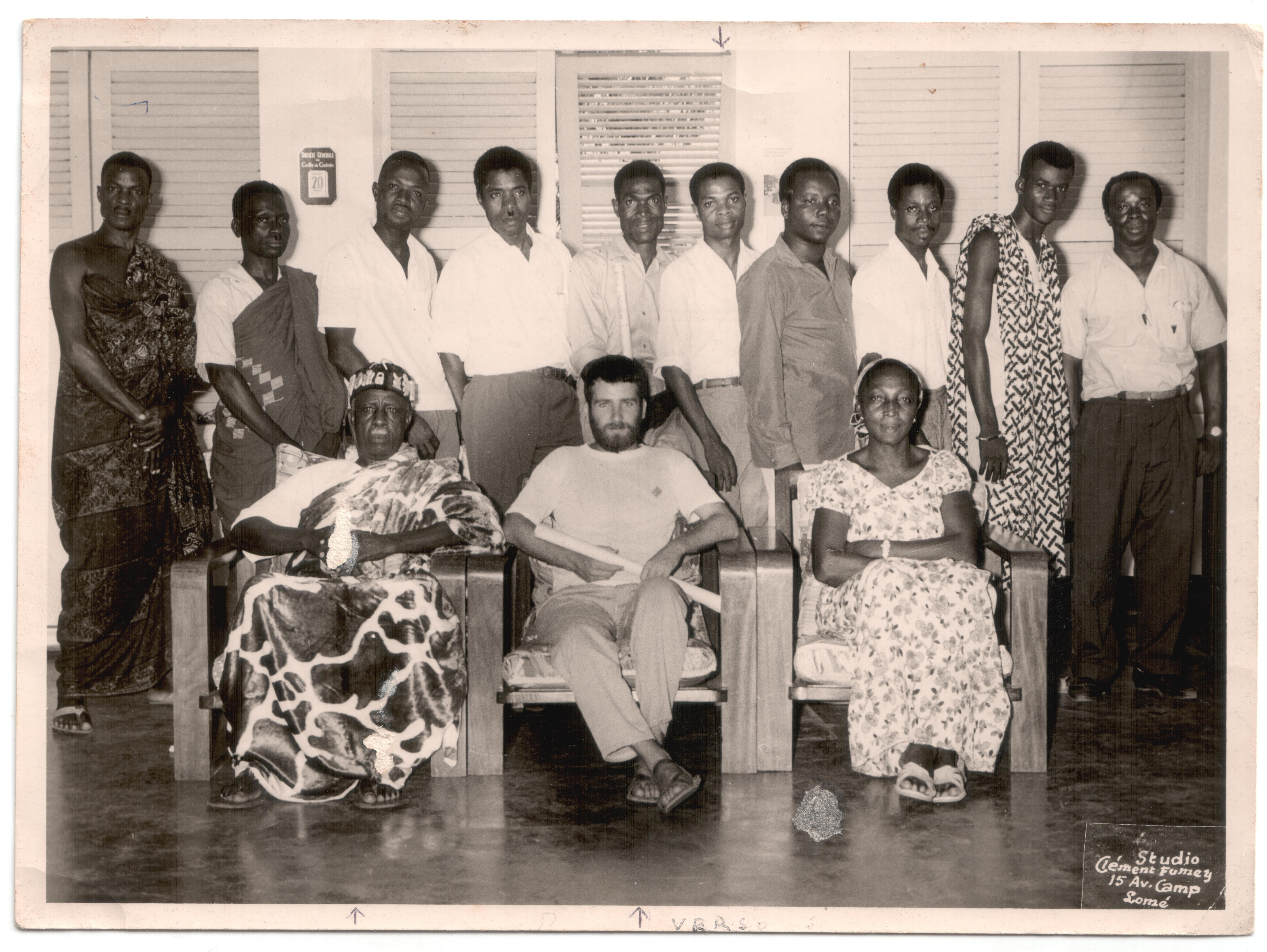
Gruppenbild von Les Volontaires aux Travailles mit Gerson Gu-Konu (stehend, 6. von links), einem Dorfchef und Max Hildesheim (Mitte).

1955 gründete Gu-Konu einen Verein namens Les Volontaires au travail (LVT), aus dem später die Association Togolaise des Volontaires au Travail (ASTOVOCT) wurde. 1957 entdeckte er internationale Freiwilligen-Workcamps im Nachbarland Ghana und hörte so zum ersten Mal vom Service Civil International (SCI). Die Freiwilligen von LVT haben in mehreren Dörfern in Klouto gemeinsam mit der lokalen Bevölkerung und in Zusammenarbeit mit jungen Menschen aus Frankreich, England, Holland und Ghana Schulen und Krankenstationen gebaut. Die Workcamps waren eine Antwort auf die Bedürfnisse des neuen Staates, indem die Menschen vor Ort ermutigt wurden, ihre Entwicklung selbst in die Hand zu nehmen. Dorfbewohner, Schüler und ausländische Freiwillige, afrikanische wie europäische, arbeiteten zusammen. Parallel zu diesen Workcamps organisierte Gerson Alphabetisierungsprogramme in der lokalen Landessprache. Diese Initiativen waren erfolgreich, da sie den Wünschen der Menschen entsprachen, zumal sie sich in die einheimischen Gepflogenheiten des Miteinanders einfügten.
Nach der Unabhängigkeit von Togo 1960 wurde Gu-Konu als Mitglied der Partei Comité de l’Union Togolaise (CUT) und Unterstützer des ersten Präsidenten, Sylvanus Olympio, für die Region Kpalimé ins Parlament gewählt. Damit wurde er das jüngste Mitglied der ersten Nationalversammlung, die nach dem Sieg der Nationalisten bei den Wahlen gebildet wurde. 
Am Tag nach dem Militärputsch vom 13. Januar 1963 versammelte Gerson Gu-Konu eine Gruppe von Frauen und Männern,  um in den Untergrund zu gehen und den Widerstand gegen die Junta zu organisieren, die gerade die Macht in Lomé übernommen hatte. Diese Gruppe griff am Tag nach dem Putsch zu den Waffen und organisierte sich, um die Straße zu dem Militärkommando zu blockieren, das von den Putschisten aus Lomé geschickt wurde, um den Widerstand in Kpalime niederzuschlagen. Er wurde einige Tage später mit mehreren seiner Freunde verhaftet, gefoltert, schließlich vor Gericht gestellt und zu 5 Jahren Gefängnis verurteilt. Am 13. Januar 1968 wurde er dank des Einsatzes von Amnesty International (AI) und des International Voluntary Service (IVS), des britischen Zweiges von SCI, freigelassen. Danach floh er nach Frankreich, wo er im Pariser SCI-Büro ein fester Mitarbeiter wurde. Von 1970 bis 1978 war er Internationaler Sekretär des SCI für Westafrika. Er entwickelte Verbindungen zwischen SCI und Partnerverbänden in Afrika. Er gründete die UACVAO, die Union der westafrikanischen Workcamp-Vereinigungen, und startete auch langfristige Projekte mit lokalen Gemeinschaften. In Frankreich gründete er eine Reihe von Gruppen, die einen langfristigen Austausch mit afrikanischen Partnern betreiben, darunter die Gruppe Frauen und Entwicklung, die mit Dorffrauen in Afrika arbeitet, oder die Gruppe Vendée - Afrika, die einen Austausch mit afrikanischen Bauern und Handwerkern pflegt.
1978 wechselte er vom SCI ins Internationale Sekretariat von Amnesty International in London. Er war verantwortlich für den Aufbau und die Unterstützung von AI-Zweigstellen in Afrika.
Während seines gesamten Exils wurde er vom Regime in Togo bedroht und konnte sein Heimatland nicht besuchen. Er wurde krank und verbrachte nach seiner Pensionierung 1995 seine Zeit zwischen London und Ho, einem Ort in Ghana, nicht weit von der togolesischen Grenze entfernt. Er fuhr fort, Entwicklungsprojekte zu starten, die auf dem Vertrauen in die lokale Initiative basierten, und Menschenrechtsvereinigungen in Afrika zu unterstützen.
Nach seinem Tod fand am 26. November 2006 in Paris ein Gottesdienst zum Gedenken an Gerson Gu-Konu statt.